# Vladimir Sukharev
Vladimir Georgiyevich Sukharev  (russe : Владимир Георгиевич Сухарев ; né le 10 juillet 1924 à Tuya-Mukon et mort le 30 avril 1997) est un athlète kirghiz, spécialiste du sprint.

## Carrière
Il s'adjuge le titre continental du relais 4 × 100 m à l'occasion des Championnats d'Europe de 1950, à Bruxelles, en compagnie de Levan Kalyayev, Levan Sanadze et Nikolay Karakulov. L'équipe d'URSS, devance avec le temps de 41 s 5 la France et la Suède.
En 1952, lors des Jeux olympiques d'Helsinki, Vladimir Sukharev remporte la médaille d'argent du relais 4 × 100 m avec Boris Tokarev, Levan Sanadze et Levan Kalyayev.
Il obtient une nouvelle médaille d'argent sur 4 × 100 m lors des Jeux olympiques de Melbourne, en 1956, aux côtés de Leonid Bartenev, Yuri Konovalov et Boris Tokarev. L'équipe d'URSS, devancée alors par les États-Unis, établit un nouveau record d'Europe en 39 s 8.

### Palmarès
| Date | Compétition           | Lieu      | Résultat | Épreuve   |
| ---- | --------------------- | --------- | -------- | --------- |
| 1950 | Championnats d'Europe | Bruxelles | 1er      | 4 × 100 m |
| 1952 | Jeux olympiques       | Helsinki  | 2e       | 4 × 100 m |
| 1956 | Jeux olympiques       | Melbourne | 2e       | 4 × 100 m |

### Records
| Épreuve | Performance | Lieu | Date |
| ------- | ----------- | ---- | ---- |
| 100 m   | 10 s 3      |      | 1951 |
| 200 m   | 21 s 1      |      | 1956 |